# Корча (пиво)
«Корча» — албанская пивоваренная компания, а также одноимённый товарный знак и сорт пива. Третий по объёмам производитель пива в Албании.

## История
Пивоварня была основана в городе Корча в 1928 году итальянским инвестором Umberto Umberti и албанским — Selim Mboria. Первоначальный капитал созданной компании был 950 000 франков. Производственная мощность составляла 20 000 гектолитров в год — производился эль, тёмное пиво, бутилированная вода и лёд.
После окончания Второй мировой войны и установления коммунистического режима в Албании, в январе 1946 года, пивоварня стала собственностью албанского государства. В последующие двадцать лет она была несколько раз реконструирована, каждый раз увеличивая объёмы производства. В апреле 1994 года, после смены политического руководства в стране, изменения социальной обстановки и либерализации рынка, пивоварня «Корча» была приобретена на аукционе группой предпринимателей. В 2004 году пивоварня была куплена бизнесменом Irfan Hysenbelliu, генеральным директором IHB Group, который инвестировал 15 млн евро в реконструкцию и обновление завода. Пивоварня претерпела технологические и архитектурные изменения, используя новейшие чешские и итальянской технологии, производя 120 000 гектолитров пива в год. Для производства пива используется вода из природных источников горы Морава.
В городе Корча в августе проводится ежегодный традиционный фестиваль пива, организованный местным одноимённым пивоваренным заводом.

## Продукция

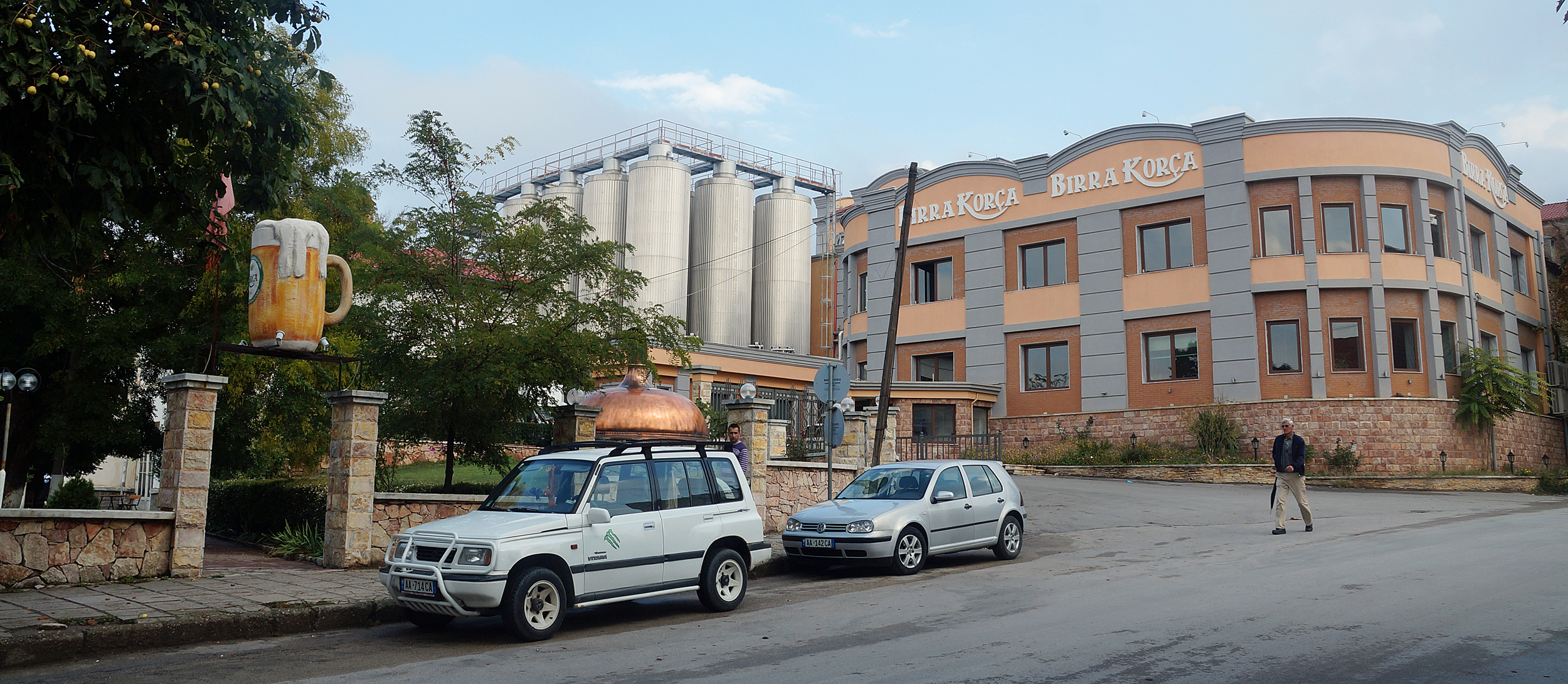
Здание пивоварни с прилегающим баром

Пиво под брендом «Корча» включает: белый эль с содержанием алкоголя 4,8 — 5,0 % и тёмный эль с содержанием алкоголя 5,0 — 5,2 %. Продаётся в бутылках 0,33 и 0,5 литра, а также в кегах по 30 и 50 литров.
Пиво имеет ряд наград за своё высокое качество. Причем первая была получена в год образования пивоварни, в 1928 году, в Салониках, Греция. В 2007 году в Лондоне компания была удостоена международной премии за качество Quality Crown Award. В 2009 году во Франкфурте предприятию была вручена награда International Arch of Europe Award в категории, где конкурировали пивоваренные предприятиями из 178 стран. Продукция «Корча» имеет широкое распространение в Албании и экспортируется за рубеж, включая США, где оно популярно в штате Массачусетс. Компания «Корча» является обладателем сертификата ISO 22000, являющегося международным стандартом в пищевой промышленности.